# Tyr (gud)
 For alternative betydninger, se Tyr. (Se også artikler, som begynder med Tyr)
Tyr (norrønt: Týr) er i nordisk mytologi en af aserne. Den lille rolle, Tyr spiller i den bevarede nordiske mytelitteratur, tyder på, at han i den sene før-kristne periode, hvor den skriftlige overlevering blev til, kom i skyggen af Odin og Thor. Desuden peger stednavnematerialet på, at Tyr i vikingetiden hovedsageligt blev dyrket i Danmark. Han fremstilles som rets- og krigsgud.
I vikingetiden var han en mindre væsentlig mytologisk figur, men tidligere havde han større religiøs og mytologisk betydning. Tyr kendes også fra andre germanske mytologier; på gotisk hed han Teiws, på angelsaksisk Tīw og oldhøjtysk Ziu.
Hans familiebånd er usikre; ifølge Snorre Sturlasons Yngre Edda er Tyr søn af Odin, mens han ifølge eddadigtet Hymerskvadet er søn af jætten Hymer.
Den vigtigste myte om Tyr er bindingen af Fenrisulven. Den beskriver, hvordan Tyr mistede sin højre hånd, da han lagde uhyret i lænker. Sammenligninger med andre myter tyder på, at denne myte har en høj alder.

## Tyr og Tor
Tyr optræder desuden i Hymiskviða i den Ældre Edda, hvor han hjælper Thor med at skaffe et bryggekar, som er stort nok til, at der kan brygges øl til alle guderne i én omgang. Guderne grunder på, hvor der findes et stort nok bryggekar, og Tyr siger, at Hymer ude i Elivåger, hvor himmel og jord mødes, har en kedel en mil dyb. Med magt kan de ikke få fat i den, men ved list. Tor spænder bukkene for vognen, og tager Tyr med. I jættens gård ønsker Tyrs mor dem velkommen, lyshudet og pyntet med guldsmykker. Der ser Tyr også sin farmor og hendes ikke færre end 900 hoveder. De venter, til Hymer vender hjem med jøkler af is i skægget. Tyrs mor beder ham glæde sig over besøget; hendes søn er kommet med en gæst. Hymer lader tre tyre slagte, og Thor sætter to af dem til livs. Jætten bemærker det med ordene, at skal de have mad næste dag, må de til havs efter føden. Der får Thor Midgårdsormen på krogen, men også flere hvaler, og Hymer lader dem låne kedlen. Tyr formår dog ikke at rokke den af stedet, så Thor må overtage den og dertil slås med jætterne, der kommer stormende efter, inden kedlen når frem til Ægirs hal.

## Etymologi
De forskellige germanske navne for Tyr stammer alle fra proto-germansk *Tîwaz (el. *Tē₂waz), beslægtet med det rekonstruerede navn på hovedguden i proto-indoeuropæisk religion, *Dyéus (el. *Dyáus). Dette stammer fra proto-indoeuropæisk *d_i~e_us (= dag/himmel), som ifølge Folke Ström tyder på, at *Tîwaz var germanernes navn for himmelguden. Denne tolkning har ført til spekulationer om, at han var den vigtigste gud i Norden, som en parallel til Zeus og Jupiter, begge den øverste gud i hvert sit panteon som himmel- og herskergud.  Ordet týr var kenning for "gud" i norrønt; i islandske tekster er ordet týr grundord til kenninge for andre guder, fx Sigtýr (= Sejrsgud) og Valtýr (= Valens gud, Kamppladsens gud), der begge var tilnavne for Odin. Reiða týr var kenning for Thor, og kendes endda i flertalsformen tívar.
Tom L. Mackay tolker indskriften på Negau-hjelmen som harigasti teiva (urgermansk: *harjagastiz *teiwaz), hvor det første ord består af de to elementer hari- og -gasti, mens teiwaz er foreslået som en ældre form af Tyr.
Det er også blevet foreslået, at han er relateret til den ældre guddom Tuisto, der omtales af Tacitus i Germania.

## Karakteristik
Tyr kendes fra de ældste kilder til germansk religion. Af sydgermanske kilder kan vi se, at Tyr i de områder fungerede som krigsgud, ofte identificeret med den romerske krigsgud Mars. Det har givet navn til ugedagen tirsdag, som på latin hed dies Martius. Det samme ses i andre germanske sprog, svensk tisdag, engelsk Tuesday, allemanisk Zischtig. På tysk hedder dagen Dienstag, der stammer fra navnet Mars thingsus, muligvis en romaniseret udgave af Tyr/Tiwaz. Hans vigtigste attribut var sværdet, og krigere ristede fx T-runer ind i sværd.
Jan de Vries foreslog i 1935 Tyr som gud for retfærdighed og tingsted. Dette synspunkt støttes af, at han i nordiske myter forbindes med tinget, rettergang og lov.

### Mulige paralleller
Tyr er nærmest fraværende i det svenske, norske og islandske stednavnemateriale. Derimod forekommer en anden gud Ulls navn ofte i det område, og praktisk ikke i Danmark. Ull er i lighed med Tyr blevet tolket som en ældre himmelgud, der i vikingetiden havde mistet sin betydning. På den baggrund har Folke Ström foreslået, at Ull blot var ét af navnene på den ældre nordiske himmelgud, dvs. at Ull var den nordskandinaviske parallel til Tyr.
I en tekst, der tilsyneladende er blevet brugt i forbindelse med dåb af germanske hedninge, og som findes bevaret i Vatikanet, omtales en triade af djævle, som hedningen blev bedt om at afsværge: Odin, Thor og Saxnot. Det må formodes, at det drejer sig om de tre mest fremtrædende hedenske guder, og det er derfor blevet foreslået, at Saxnot er en variant af Tyr.

### Den vestgermanske Ziu/Tiw
Ciesburc er blevet antaget at være svebernes gamle navn på Augsburg, og første led knyttet til Tyrs navn. Sprogligt er det mere end tvivlsomt.
Navnet Mars Thingsus er fundet i en indskrift på et alter fra 3. århundrede i forbindelse med det romerske fort Vercovicium ved Housesteads i Northumberland. Det blev formentlig opført af frisiske lejetropper udstationeret ved Hadrians mur. Det er blevet tolket som "Tingets Mars" som en romaniseret udgave af den germanske Tyr.

### Den nordgermanske Tyr
I de islandske værker Ældre og Yngre Edda er der flere henvisninger til den centrale Tyrsmyte, hvor det beskrives hvordan guderne fik bundet Fenrisulven. Dyret var blevet så stort, at kun Tyr turde made det, og ingen kæde kunne holde til udyrets kræfter, indtil nogle dværge lavede kæden Gleipner. Den lignede en silkesnor, men var lavet af seks fiktive ting: lyden af kattens trin, kvindens skæg, bjergets rødder, bjørnens sener, fiskens åndedræt og fuglens spyt. Fenris fornemmede gudernes list, og krævede derfor, at én af dem lagde sin hånd i dens mund som pant. Tyr, der beskrives som klog og modig, gik ind på aftalen. Da ulven ikke kunne komme løs, jublede alle guderne, undtagen Tyr, for han mistede sin hånd.
I Snorres fortælling om Ragnarok berettes det, at det er Tyrs skæbne at møde hunden Garm, Hels vagthund. Den har måske oprindeligt været identisk med Fenris, hvorved den endelige kamp kan opfattes som en fortsættelse af den ovennævnte myte om den bundne ulv. I de to udgaver af Völuspá nævnes han dog ikke i forbindelse med Ragnarok.
I Lokasenna hånes Tyr af Loke, fordi han ustraffet har avlet et barn med hans hustru. Dette er den eneste kendte reference til Tyrs ægteskabelige status, ligesom barnets eventuelle identitet er helt ukendt. Anders Bæksted har foreslået, at dette forhold er noget, digteren selv har fundet på.
I Hymiskviða optræder jætten Hymir som Tyrs far. I andre tekster bruges kenningen "Hymirs æt" om jætterne. Tyrs slægtskab med jætterne omtales ikke andre steder, og i Yngre Edda beskrives han som Odins søn. Bæksted mener, at denne forvirring hænger sammen med Tyrs svindende status i vikingetiden, hvor myterne om ham efterhånden var blevet glemt. Hans mors navn kendes ikke, men hun beskrives i Hymiskviða på en måde, der var passende for en gudinde.[kilde mangler] I denne myte sammenlignes Tyr med Thor. Tordenguden viser sig dog som den stærkeste, da kun han er i stand til at bære Hymers kedel.

## Ikke-litterære levn

### Arkæologiske spor
På et af guldhornene fra 5. århundrede er der en afbildning af en person, der først mader en stor slange, og som derefter ses siddende med kun én hånd ved siden af slangen. Det er blevet tolket som en tidlig udgave af myten om Tyr og Fenrisulven.
Tyrseng er et gammelt navn for en engdrag i Viby Jylland, hvor åen Dødeå løb igennem. Andre stednavne i området, heriblandt Onsholt (= Odins holt) og Viby (= vi-by) tyder på, at området har huset et stort hedensk helligsted. På stedet er der fundet spor efter ofringer, der går 2.500 år tilbage i tiden.

### Runer
T-runen var knyttet til Tyr. Denne rune omtales i flere runedigte som *Teiwaz, eller lignende. T-runen er den oftest forekommende rune på angelsaksiske urner.[kilde mangler] I det oldengelske runedigt kaldes denne rune "tir", der oversættes med "hæder". I et islandsk runedigt knyttes Tyr til den romerske gud Mars:
| Týr er einhendr áss ok ulfs leifar ok hofa hilmir. Mars tiggi. | Tyr is a one-handed god, and leavings of the wolf and prince of temples. |

### Leksikale spor
Tirsdag er opkaldt efter Tyr på både nordgermanske og vestgermanske sprog, norrønt týsdagr, angelsaksisk tíwesdæg eller tiw dag, gammelfrisisk tîesdei, oldhøjtysk zîestag. På dialekterne alemannisk og schwabisk i det sydvestlige Tyskland hedder dagen Zieschdig/Zeischdig. Tilsvarende er det latinske navn for dagen Dies Martis, der er opkaldt efter den romerske krigsgud, Mars.
Planteslægten Stormhat (latin: Aconitum) hed på norrønt týrhialm (= Tyrs hjelm). På norsk hedder den stadig tyrihjelm.

### Stednavne
I stednavne kendes Tyr i Skandinavien næsten udelukkende fra Danmark, det tyder på, at han hovedsageligt i vikingetiden blev dyrket i det område. Tyr indgår med stor sandsynlighed i følgende danske stednavne:
- Thise, Jylland
- Thisted, Jylland ("Tyrs sted")
- Kongens Tisted, Jylland ("Tyrs sted")
- Tilst, Jylland
- Tirsvad, Jylland
- Tiset, Jylland
- Tyrsted, Østjylland
- Tyrseng, ved Viby Jylland ("Tyrs eng")
- Tislund, 2 i Jylland, 1 på Sjælland ("Tyrs lund")
- Tissø, Sjælland ("Tyrs sø")
- Tisvilde, Sjælland ("Tyrs kilde")
- Tibirke og Tikøb, Nordsjælland[26]
- Tybjerg Sogn, Sjælland[27]
- Tyrsbjergvej, Fyn

Fra andre lande kendes:
- Dewsbury, England (formentlig "Tiws borg")
- Tuesley, Surrey, England ("Tiws eng") af angelsaksisk Tiwesleah,[28] hvor lea er engelsk for "eng, mark"[29]
- Tiveden, Sverige ("Tiws skov")
- Tysnes, Norge ("Tyrs næs")
- Tystad, Norge[30]